# Дженесі (Нью-Йорк)
Дженесі (англ. Genesee) — місто (англ. town) в США, в окрузі Аллегені штату Нью-Йорк. Населення — 1633 особи (2020).

## Демографія
Згідно з переписом 2010 року, у місті мешкали 1693 особи в 660 домогосподарствах у складі 482 родин. Було 870 помешкань
Расовий склад населення:
| - 98,5 % — білих - 0,4 % — азіатів - 0,1 % — корінних американців - 0,1 % — чорних або афроамериканців |

До двох чи більше рас належало 0,9 %. Частка іспаномовних становила 0,4 % від усіх жителів.
За віковим діапазоном населення розподілялося таким чином: 23,4 % — особи молодші 18 років, 61,4 % — особи у віці 18—64 років, 15,2 % — особи у віці 65 років та старші. Медіана віку мешканця становила 42,8 року. На 100 осіб жіночої статі у місті припадало 99,6 чоловіків;  на 100 жінок у віці від 18 років та старших — 99,1 чоловіків також старших 18 років.
Середній дохід на одне домашнє господарство  становив 57 323 долари США (медіана — 49 457), а середній дохід на одну сім'ю — 62 661 долар (медіана — 51 513). Медіана доходів становила 47 000 доларів для чоловіків та 36 071 долар для жінок. За межею бідності перебувало 16,6 % осіб, у тому числі 31,6 % дітей у віці до 18 років та 7,9 % осіб у віці 65 років та старших.
Цивільне працевлаштоване населення становило 734 особи. Основні галузі зайнятості: освіта, охорона здоров'я та соціальна допомога — 25,1 %, виробництво — 14,4 %, транспорт — 13,2 %.